# اما کوهن
اِما کوهن (اسپانیایی: Emma Cohen‎؛ ‏ ۲۱ نوامبر ۱۹۴۶ – ۱۱ ژوئیهٔ ۲۰۱۶) کارگردان، تهیه‌کننده، فیلم‌نامه‌نویس اهل اسپانیا بود.
از فیلم‌ها یا برنامه‌های تلویزیونی که وی در آن نقش داشته‌است، می‌توان به سسمی استریت، سفر به هیچ‌کجا، آن سوی آینه، کنت دراکولا و مردی که می‌خواست خود را بکشد اشاره کرد.
وی همچنین برندهٔ جوایزی همچون جایزه زرین برنامه‌های تلویزیونی شده‌است.